# Жижки (село)
Жижки (словен. Žižki) — поселення в общині Чреншовці, Помурський регіон, Словенія. Висота над рівнем моря: 168,9 м.